# Svarttjärnen (Ramsjö socken, Hälsingland)
Svarttjärnen är en sjö i Ljusdals kommun i Hälsingland och ingår i Delångersåns huvudavrinningsområde.